# Maik Kuivenhoven
Maik Kuivenhoven (* 25. September 1988 in Naaldwijk) ist ein niederländischer Dartspieler.

## Karriere
Maik Kuivenhoven erreichte 2016 und 2018 das Viertelfinale der Belgium Open und nahm 2017 und 2018 erfolglos an der PDC Qualifying School (Q-School) teil. Mit der Qualifikation für die German Darts Open 2018 nahm Kuivenhoven erstmals an einem Turnier auf der European Darts Tour teil. Bei seiner dritten Q-School-Teilnahme 2019 konnte der Niederländer über die Rangliste eine Tourkarte gewinnen. Somit nahm er erstmals an den UK Open teil, wo er in der zweiten Runde gegen Glen Durrant ausschied. Seine einzige Teilnahme auf der European Darts Tour 2019 hatte Kuivenhoven beim European Darts Matchplay in Mannheim. Bei den Players Championships 2020 erreichte er beim ersten und vierten Event jeweils das Viertelfinale. Auf der European Darts Tour 2020 konnte er beim European Darts Grand Prix in Sindelfingen das Viertelfinale erreichen. In Riesa schied er bei der International Darts Open bereits in der ersten Runde aus. Durch diese Ergebnisse konnte er sich über die European Tour Order of Merit erstmals für die European Darts Championship qualifizieren. Bei seinem Auftaktspiel unterlag er Nathan Aspinall. Auch für die Players Championship Finals 2020 konnte er sich erstmals qualifizieren. Dort schied er jedoch ebenfalls in der ersten Runde aus, sein Gegner war der Australier Damon Heta. Über die PDC Pro Tour Order of Merit im Jahr 2020 qualifizierte er sich für die PDC World Darts Championship 2021. Bei seinem Weltmeisterschaftsdebüt verlor er jedoch gegen den Engländer Matthew Edgar mit 0:3 in Sätzen. Über den Tour Card Holder Qualifier qualifizierte sich Kuivenhoven für die World Series of Darts Finals 2021, wo er nach dem Auftaktsieg gegen John Henderson im Achtelfinale mit 4:6 gegen Michael van Gerwen ausschied.
Ende 2022 verlor Kuivenhoven seine PDC Tour Card. Aus diesem Grund musste er Anfang 2023 zur PDC Qualifying School um sich diese zurück zu erspielen. Dabei durfte er direkt in der Final Stage starten, wo nach Tag drei bereits feststand, dass er genug Punkte erspielt hatte um die Tour Card zu verlängern.

## Weltmeisterschaftsresultate

### PDC
- 2021: 1. Runde (0:3-Niederlage gegen  Matthew Edgar)
- 2022: 2. Runde (1:3-Niederlage gegen  James Wade)

## Turnierergebnisse
| Turnier                                    | 2019              | 2020              | 2021               | 2022               | 2023               | 2024               | 2025               |
| ------------------------------------------ | ----------------- | ----------------- | ------------------ | ------------------ | ------------------ | ------------------ | ------------------ |
| PDC-Ranking-Turniere                       |                   |                   |                    |                    |                    |                    |                    |
| Weltmeisterschaft                          | n/q               | n/q               | 1R                 | 2R                 | nicht qualifiziert | nicht qualifiziert | nicht qualifiziert |
| World Masters                              | nicht ausgetragen | nicht ausgetragen | nicht ausgetragen  | nicht ausgetragen  | nicht ausgetragen  | nicht ausgetragen  | VR                 |
| UK Open                                    | 2R                | 3R                | 3R                 | 4R                 | 1R                 | 3R                 | 2R                 |
| European Championship                      | n/q               | 1R                | nicht qualifiziert | nicht qualifiziert | nicht qualifiziert | nicht qualifiziert |                    |
| Players Championship Finals                | n/q               | 1R                | 1R                 | n/q                | 2R                 | n/q                |                    |
| PDC-Turniere ohne Einfluss auf das Ranking |                   |                   |                    |                    |                    |                    |                    |
| World Series of Darts Finals               | n/q               | n/q               | AF                 | n/q                | n/t                | n/q                |                    |
| Karrierestatistiken                        |                   |                   |                    |                    |                    |                    |                    |
| Jahresendplatzierung                       | 126               | 73                | 56                 | 65                 | 93                 | 72                 |                    |

| Legende zu den Turnierergebnissen | Legende zu den Turnierergebnissen | Legende zu den Turnierergebnissen | Legende zu den Turnierergebnissen | Legende zu den Turnierergebnissen | Legende zu den Turnierergebnissen | Legende zu den Turnierergebnissen | Legende zu den Turnierergebnissen | Legende zu den Turnierergebnissen | Legende zu den Turnierergebnissen |
| --------------------------------- | --------------------------------- | --------------------------------- | --------------------------------- | --------------------------------- | --------------------------------- | --------------------------------- | --------------------------------- | --------------------------------- | --------------------------------- |
| n/t                               | nicht teilgenommen                | n/q                               | nicht qualifiziert                | n/a                               | nicht ausgetragen                 | #R                                | Aus in jeweiliger Runde           | GP                                | Aus in der Gruppenphase           |
| AF                                | Achtelfinalist                    | VF                                | Viertelfinalist                   | HF                                | Halbfinalist                      | F                                 | Turnierfinalist                   | S                                 | Turniersieger                     |